# 穆罕默德·希莱维
穆罕默德·萨利赫·阿尔·希莱维（阿拉伯语：‎；1971年8月21日—2013年6月13日）是一名沙特阿拉伯的足球运动员，在场上司职后卫。希莱维的职业生涯主要在沙特阿拉伯国内的伊蒂哈德俱乐部度过。

## 国家队生涯
希莱维的第一场国家队比赛是在1992年10月20日对阵阿根廷的法赫德国王杯足球赛（即后来的联合会杯）。首个进球则是在1997年12月16日对澳大利亚的联合会杯中打进的。
希莱维作为主力球员代表球队参加了1994年世界杯足球赛，帮助球队打进该届比赛的16强。4年后的1998年世界杯足球赛，希莱维依然作为主力后卫出战，但在第二场小组赛对阵东道主法国的比赛中，希莱维因绊倒了法国后卫比森特·利扎拉祖而在比赛的第19分钟被红牌罚下，下半场第71分钟，法国的齐内丁·齐达内因蹬踏对手同样被红牌罚下。这场比赛也以沙特阿拉伯0-4惨败法国告终。随着沙特阿拉伯在小组赛中出局，这场比赛也成为了希莱维在世界杯的最后一场比赛。
除了2届世界杯和4届联合会杯（1992年、1995年、1997年和1999年）之外，希莱维还参加了1992年、1996年和2000年的3届亚洲杯，并在1996年成功夺冠。他还作为超龄球员参加了1996年夏季奥林匹克运动会。2001年10月5日对伊拉克的世界杯预选赛是他的最后一场国家队比赛。希莱维在9年的时间里为沙特阿拉伯国家足球队出场163次，打进3球。

## 逝世
2013年6月13日，希莱维因心力衰竭在吉达的阿尔萨拉姆（Al-Salam）医院去世，时年41岁。

## 国家队数据

### 国家队出场
| 沙特阿拉伯国家足球队 | 沙特阿拉伯国家足球队 | 沙特阿拉伯国家足球队 |
| 年份                 | 出场                 | 进球                 |
| -------------------- | -------------------- | -------------------- |
| 1992                 | 8                    | 0                    |
| 1993                 | 19                   | 0                    |
| 1994                 | 22                   | 0                    |
| 1995                 | 8                    | 0                    |
| 1996                 | 23                   | 0                    |
| 1997                 | 18                   | 1                    |
| 1998                 | 19                   | 1                    |
| 1999                 | 14                   | 0                    |
| 2000                 | 13                   | 0                    |
| 2001                 | 19                   | 1                    |
| 总计                 | 163                  | 3                    |

### 国家队进球
| # | 日期           | 比赛地点           | 比赛对手 | 进球数 | 比赛结果 | 比赛性质           |
| - | -------------- | ------------------ | -------- | ------ | -------- | ------------------ |
| 1 | 1997年12月16日 | 沙特阿拉伯，利雅得 |          | 1球    | 1 - 0    | 1997年洲际國家盃   |
| 2 | 1998年9月11日  | 沙特阿拉伯，达曼   | 坦桑尼亚 | 1球    | 8 - 0    | 友谊赛             |
| 3 | 2001年2月15日  | 沙特阿拉伯，达曼   | 蒙古国   | 1球    | 2 - 0    | 2002年世界盃外圍賽 |

## 荣誉
沙特阿拉伯国家足球队
亚洲杯足球赛：1996